# Митрофанов Олексій Валентинович
Олексій Валентинович Митрофанов (рос. Алексей Валентинович Митрофанов; нар. 16 березня 1962) — російський політик, депутат Державної думи Росії від партії "Справедлива Росія". Був заступником голови Комітету Державної Думи з питань кредитних організацій і фінансових ринків та членом Вищої ради ЛДПР.

## Кар'єра
Митрофанов балотувався на посаду мера Москви в 1999 році і знову в 2003 році, обидва рази невдало. Служив у Міністерстві внутрішніх справ Радянського Союзу. Має ступені з міжнародних відносин Московського державного інституту міжнародних відносин та Інституту США і Канади Радянської академії наук.
У 2005 році він зняв і випустив у прокат суперечливий еротичний фільм під назвою "Юлія", в якому в різних сексуальних сценах були зображені двоє людей на ім'я Міша і Юлія, схожі на тодішнього прем'єр-міністра України Юлію Тимошенко і президента Грузії Михайла Саакашвілі. Він також відомий своїми різкими націоналістичними коментарями. Наприклад, у листопаді 2008 року він заявив, що українська фінансова криза 2008-2009 років зупинить українську промисловість і що цей крах призведе до того, що Україна стане частиною Російської Федерації.
Митрофанов залишив Ліберально-демократичну партію Росії (ЛДПР) у серпні 2007 року, щоб приєднатися до "Справедливої Росії", очолюваної Сергієм Мироновим. Опитування громадської думки на той час свідчили про те, що ЛДПР не зможе отримати представництво в Думі після виборів у грудні 2007 року, в той час як "Справедлива Росія", як очікувалося, отримає місця в парламенті. Лідер ЛДПР Володимир Жириновський заявив, що відхід Митрофанова насправді покращить імідж його колишньої партії.
Митрофанов був першим номером у федеральному списку "Справедливої Росії" в Пензі під час виборів до російського парламенту 2007 року. Він не був переобраний.
У 2011 році він був обраний до Державної Думи Російської Федерації.

## Зовнішні посилання
- Офіційний веб-сайт